# The Null Corporation
The Null Corporation (стилизовано как [THE NULL CORPORATION]) — американский независимый лейбл, основанный фронтменом Nine Inch Nails Трентом Резнором в 2008 году. Лейбл выпускает работы Nine Inch Nails и How To Destroy Angels. Альбомы Nine Inch Nails, Ghosts I-IV и The Slip, были выпущены на физических носителях с импринтом The Null Corporation. The Null Corporation является членом RIAA.

## Релизы
2008
- Nine Inch Nails — Ghosts I–IV[3][4][5]
- Nine Inch Nails — «Discipline» (сингл)[3]
- Nine Inch Nails — The Slip[3][4][5]
- «Lights in the Sky: Over North America 2008 Tour Sampler»

2009
- «NINJA 2009 Tour Sampler»

2010
- How to Destroy Angels — «A Drowning» (сингл)
- How to Destroy Angels — How to Destroy Angels
- Трент Резнор и Аттикус Росс — The Social Network, также помечен «Null 01».

2011
- Трент Резнор и Аттикус Росс — The Girl With The Dragon Tattoo, с надписью «Null 002».

2012
- How to Destroy Angels — «Keep it together» (сингл)

2013
- How to Destroy Angels — «How long?» (single)
- How to Destroy Angels — Welcome Oblivion
- Nine Inch Nails — «Came Back Haunted» (сингл)
- Nine Inch Nails — «Copy of A» (сингл)
- Nine Inch Nails — Hesitation Marks
- Nine Inch Nails — «Everything» (сингл)
- Nine Inch Nails — Live 2013 (мини-альбом)

2016
- Nine Inch Nails — Not the Actual Events (мини-альбом)